# Фонтен-ле-Сеш
Фонте́н-ле-Сеш (фр. Fontaines-les-Sèches) — коммуна во Франции, находится в регионе Бургундия. Департамент коммуны — Кот-д’Ор. Входит в состав кантона Лень. Округ коммуны — Монбар.
Код INSEE коммуны — 21279.

## Население
Население коммуны на 2010 год составляло 37 человек.
| 1962 | 1968 | 1975 | 1982 | 1990 | 1999 | 2010 |
| ---- | ---- | ---- | ---- | ---- | ---- | ---- |
| 109  | 82   | 87   | 59   | 47   | 50   | 37   |

## Экономика
В 2010 году среди 26 человек трудоспособного возраста (15—64 лет) 18 были экономически активными, 8 — неактивными (показатель активности — 69,2 %, в 1999 году было 66,7 %). Из 18 активных жителей работали 17 человек (8 мужчин и 9 женщин), безработным был 1 мужчина. Среди 8 неактивных 1 человек был учеником или студентом, 3 — пенсионерами, 4 были неактивными по другим причинам.